# Cyprusia wiltshirei
Cyprusia wiltshirei är en fjärilsart som beskrevs av Hans Georg Amsel 1958. Cyprusia wiltshirei ingår i släktet Cyprusia och familjen mott. Inga underarter finns listade i Catalogue of Life.